# Riehl-Skandal
Der Riehl-Skandal war ein Skandal um ein Wiener Nobelbordell im Jahr 1906.

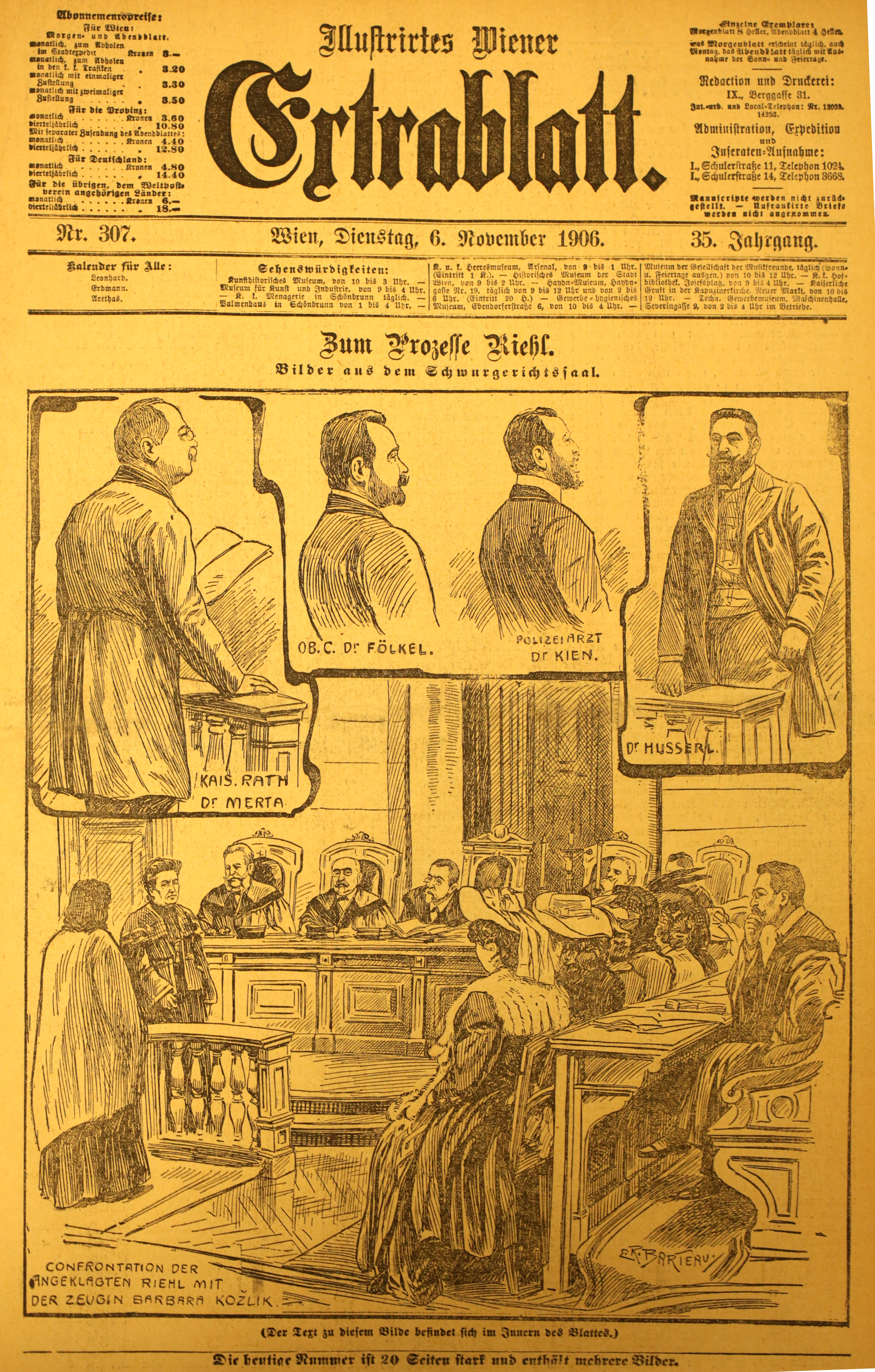
Illustrirtes Wiener Extrablatt vom 6. November 1906: Regine Riehl vor dem k.k. Landgericht Wien

Die Bordellchefin Regine Riehl betrieb um die Jahrhundertwende ein Bordell in der Grünentorgasse in Wien-Alsergrund. Die 12–15 jungen Prostituierten durften das Haus nicht verlassen und wurden körperlich misshandelt.

## Vorgeschichte
Im Frühsommer 1906 vertraute sich die 20-jährige Prostituierte Marie König dem Journalisten Emil Bader an, den sie über einen Bordellkunden kennen gelernt hatte. König war 1902 mit 16 Jahren in das Riehl-Bordell gelockt worden. Ihr Vater erhielt von Riehl monatlich 20 Kronen dafür, dass seine Tochter dort gegen ihren Willen arbeitete. Bader machte die Missstände im Illustrierten Wiener Extrablatt öffentlich, was zu Tumulten vor dem Bordell und schließlich zu dessen Schließung und der Verhaftung Riehls führte. Für besondere Aufregung sorgte, dass die Polizei das Haus regelmäßig für Gesundheitskontrollen besuchte, aber nichts gegen die Missstände tat – einige Beamte wurden als Gegenleistung im Bordell gratis bedient.
Im November 1906 fand vor den k.k. Landgericht Wien unter großem Medieninteresse der Prozess gegen Regine Riehl und mehrere andere Personen statt, darunter den Vater von Marie König. Riehl wurde zu dreieinhalb Jahren Kerker wegen Freiheitsberaubung verurteilt.
Der Prozess löste eine heftige Debatte über die Prostitution und das Schicksal der Sexarbeiterinnen aus. Besonders intensiv wurde über den Sinn der polizeilichen Gesundheitskontrollen diskutiert.

## Rezeption
Der Riehl-Prozess wurde in den österreichischen Zeitungen breit rezipiert, so im Illustrierten Wiener Extrablatt, der Illustrierten Kronenzeitung und der Neuen Freien Presse.
Karl Kraus kritisierte in seinem Aufsatz Der Fall Riehl die heuchlerische Einstellung der bürgerlichen Gesellschaft: 
„Die Prostituierte muss Steuer zahlen, darf aber den ‚Schandlohn‘ nicht einklagen. Kuppelei ist erlaubt und verboten. Und ‚Eltern und Vormünder‘ müssen ‚ihre Einwilligung zur Ausübung des Schandgewerbes‘ geben, werden aber nach dem Vagabundengesetz bestraft, wenn sie sich von ihren Töchtern und Mündeln unterstützen lassen.“
„Wäre der Strizzi Staat so ehrlich, zu bekennen, daß er die Kontrolle der Prostitution sich lediglich aus dem Motiv der Gewinnsucht sichern, daß er einfach auf die Steuern der konzessionierten Bordelle nicht verzichten will, seine Lumperei hätte einen gewissen Stil und bedürfte der kläglichen Ausrede auf die Moral nicht.“
„Grauenerregender als die entgeltliche Hingabe an mehrere Männer ist aber vor allem die unentgeltiche, wie sie ein System mit sich bringt, das der Moralbestie zu Ehren die Prostituierten unter der Knute von Frau Riehl hält.“
Die Schriftstellerin Else Jerusalem war als Vertreterin der Österreichischen Gesellschaft gegen Mädchenhandel Augenzeugin des Prozesses und verarbeitete das Beobachtete in ihrem Bordellroman „Der heilige Skarabäus“.

## Film
Das deutsch-österreichische Doku-Drama „Aufstand im Bordell – Frauenhandel um 1900“ von 2024 (Regie: Stefan Ludwig) erzählt die Geschichte des Riehl-Skandals. Regine Riehl wird von Maria Hofstätter, Marie König von Alice Prosser gespielt.